# Timuș
Timuș – wieś w Rumunii, w okręgu Botoszany, w gminie Avrămeni. W 2011 roku liczyła 400 mieszkańców.